# Aploparaksis dujardinii
Aploparaksis dujardinii är en plattmaskart som först beskrevs av Niels Krabbe 1869.  Aploparaksis dujardinii ingår i släktet Aploparaksis och familjen Hymenolepididae. Inga underarter finns listade i Catalogue of Life.